# Sondrio
Sondrio és un municipi italià, situat a la regió de la Llombardia i a la província de Sondrio. L'any 2004 tenia 21.790 habitants.